# 谎言

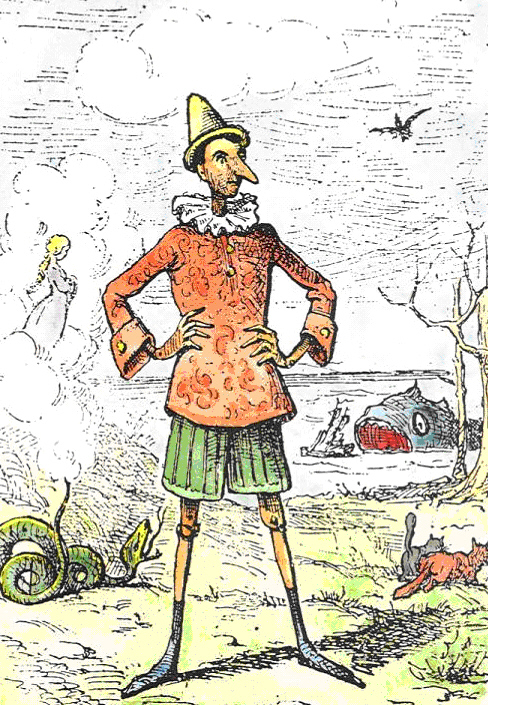
在《木偶奇遇記》中，皮諾丘一旦撒謊鼻子就會變長，因此常被用作說謊的象徵。

谎言指虚伪或不实的陈述，常被用以欺骗他人。这种沟通手法常常被称为撒谎或说谎，说谎的人即稱爲骗子。谎言可被用于获得帮助、人际关系或心理慰藉。
谎言就其本质来说，是人对别人的惩罚和戏弄。保罗·艾克曼则说，存心误导别人的有意行为，事先未透露其目的，并且对方没有明确要求被误导，即是撒谎。学者对于谎言有不同的见解，比如孙武说：“兵者，诡道也。”萨特说：“谎言不是我制造出来的，而是阶级分化社会的产物。”
尽管诚实是普世价值之一，但使用语言以操纵他人、或以语言蓄意误传或误导的行为，也就是所谓的欺骗，也普遍存在于所有人类社会中，是普世文化通则的一部分。

## 后果
如果撒了谎的话，就有兩種結果，为被揭穿或者沒被揭穿。在大部分情況下，谎言被揭穿可以使说出谎言的人的其他陈述都受到质疑，且会使得这人受到社会或法律的制裁，像是被驱逐或者被控伪证罪。当一个谎言被发现时，骗子的心理和行为就不再视为是可预测的。
汉娜·鄂兰曾论及整个社会都接收到谎言的状况，他说这样的谎言的结果“并不是你从此相信这样的谎言，而是大家都不再相信任何事物，这是因为谎言从本质上必须适时做更动，而一个说谎的政府会不断地改写历史；而作为讯息接收者，你不只会听到一则谎言─一则你可以用以在未来做一些事情的谎言，而是会听到大量依政治风向而定的谎言。”

## 发觉谎言
對於謊言是否能透過非言語行為察覺這點，依舊是個有爭議的議題。測謊機可透過測量多種數值測量一個人在被問問題時所受到的生理壓力，而壓力的尖峰指出可能的謊言。測謊機結果的精確性受到廣泛的爭議，且在一些廣為人知的狀況下，人們可騙過測謊機。盡管如此，在許多場合，人們依舊使用測謊機，測謊機主要用於引出自白和員工篩選。測謊機的結果不被認為是有效的法庭證據，且目前一般將其結果給視為是偽科學。
近來的研究發現，說謊所需要的時間會比說實話來得長，因此回答問題所用的時間，可用於測謊；但是，研究也顯示立即回答答案可用於「證明」有備而來的謊言。

## 謊言的倫理

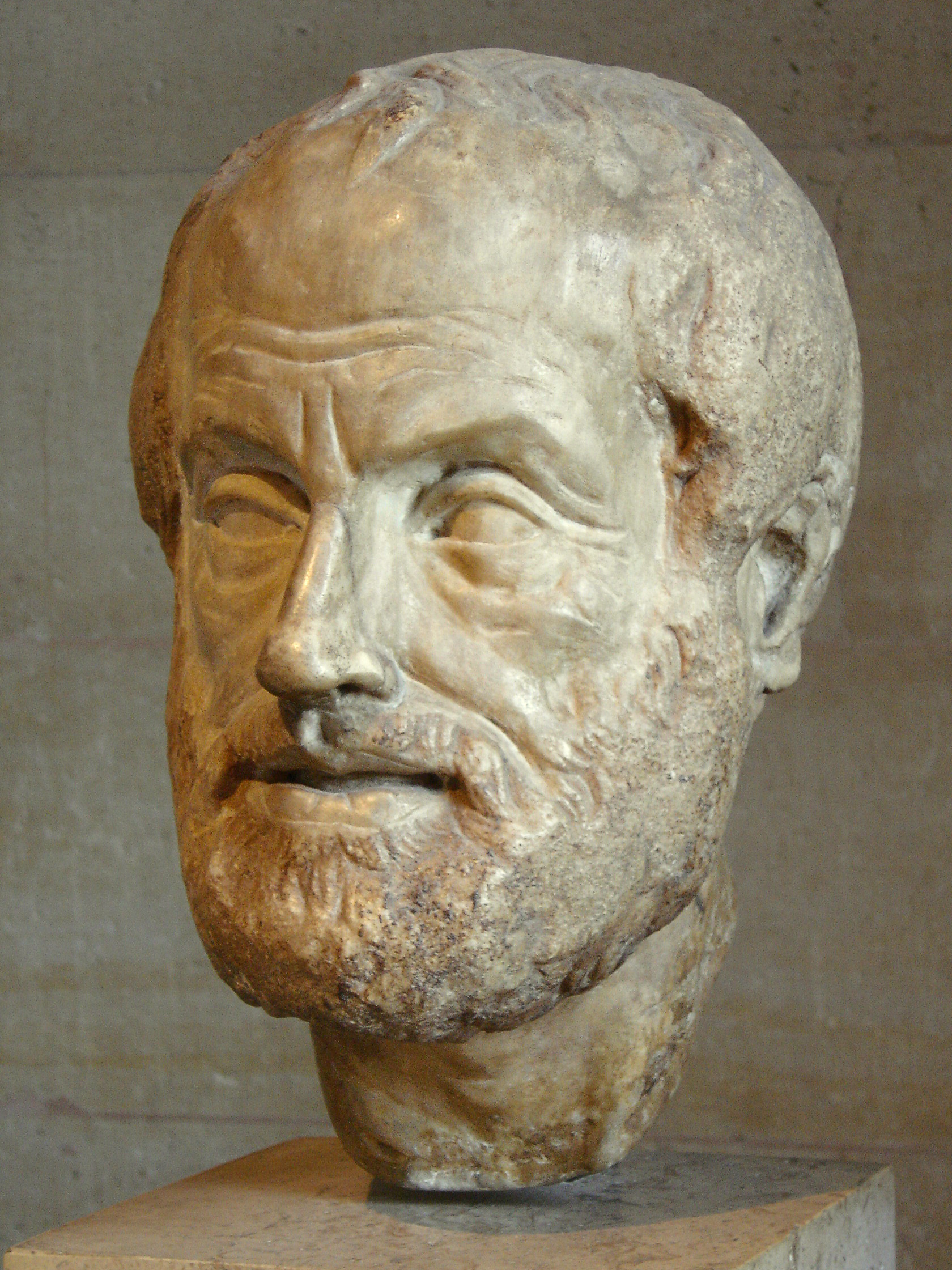
留西波斯所製作的亞里斯多德塑像

亞里斯多德認為對於謊言，沒有任何一般性的規則是可能的，這是因為他認為任何為謊言辯解的人從來都不是可信的。希波的奧古斯丁、湯瑪斯·阿奎那和伊曼努爾·康德等哲學家都譴責所有的謊言。康德的哲學是絕對反對謊言，比如有追債的黑道分子問：「你的朋友志明是不是在你家？」就算志明因為你的言語而被黑道綁架、毆打甚至謀殺，你也不應該說謊。但康德並不反對「隱瞞」，志明雖然在你家，你卻說：「一個小時前，我看到志明與春嬌走在一起。你或許可以問問春嬌？」如果一個小時之前志明與春嬌真的結伴而行，這對於康德來說，並不是說謊；然而阿奎那也曾提出為謊言辯護的論證。
對於奧古斯丁、阿奎那和康德等人而言，沒有任何的情境是可以讓說謊合乎道德的，即使說謊是唯一能保護自己的方法，即使面對謀殺、酷刑或其他的困境時，說謊依舊是倫理上不允許的。上述三人都給出反對說謊的論證，這些論證彼此相容。在這些論證中，比較重要的如下：
1. 說謊背離言語的自然機能，而言語的自然機能是與人溝通說話者的想法。
2. 當一個人說謊時，他就破坏了社會上的信任。

另一方面，功利主義哲学家支持那些有好的結果的謊言，也就是所謂的白色謊言。Iain King在他於2008年出版的《如何時時都做出好的決策並保持正確》（How to Make Good Decisions and Be Right All the Time）一書中，提出了一條讓說謊變得可能的可信準則，並將之定義如次：「不論是否會被發現，僅僅在你可以將人們的行為導向比你可能失去的信任更多好處的方向時，你才該說謊欺騙。」
在《撒謊》一書中，神經科學家山姆·哈里斯指稱說說謊對說謊者和聽到謊言的人都不好。說謊是拒絕他人接觸真相，而很多時候我們不能預期一個謊言有多危險。聽到我們的謊言的人，可能會在解決問題方面失敗，而這些問題只能在得到良好資訊的狀況下獲得解決；說謊對撒謊者也有害，因為這讓說謊者不相信聽到謊言的人，說謊者通常對此感覺不好，而且會感覺自己變得不再誠摯、真確和正直。哈里斯辯稱說誠實會讓人有更深層的關係，並讓所有生活中的失序。
在《人性的，太人性的》一書中，尼采指稱說不說謊的人，可能只是因为维持謊言太困难而不撒謊。這观点和他將人以其力量和能力做劃分的哲學相合，也就是說，一些人只是因為弱小而說實話的。

## 語言偽術
語言偽術，是其中一種謊言的形式，這個用語主要來自香港及粵語地區。由於在廣東話中，語言偽術跟語言藝術讀音相似，因此坊間以語言偽術來形容一些人，以高階的語言藝術形式，包裝謊言及刻意誤導性的語言，以欺騙公眾及他人。
語言偽術不是語言藝術，語言藝術不存在欺騙及誤導，語言藝術是以藝術形式生動表達文字，讓讀者或聽者更容易明白及理解。語言偽術則屬謊言、虛偽、欺騙及存心誤導的語言。

## 在其他的物種中
一些以大猿研究非人類語言的人宣稱說非人類的動物也有撒謊的能力。在一個例子中，當大猩猩可可有次被問及是誰將牆上的水槽掰下時，她將手指指向一名訓練師並大笑。
欺騙性的肢體動作，像是用以誤導攻擊或逃亡方向的假動作等，可見於灰狼等許多物種當中。母鳥會藉由假裝翅膀受傷來騙取包括未察覺事實的人類在內的潛在掠食者的注意，好讓他們不要接近鳥蛋所在的巢穴，有此行為的最知名的物種是雙領鴴。